# Света Петка (Долно Егри)
Вижте пояснителната страница за други значения на Света Петка.
„Света Петка“ или „Света Параскева“ (на македонска литературна норма: „Света Петка“, „Света Параскева“) е възрожденска църква в битолското село Долно Егри. Църквата е част от Преспанско-Пелагонийската епархия на Македонската православна църква.
Църквата е гробищен храм, разположен в южния край на селото. Изградена е и изписана в XIX век. Църквата изгаря при пожар заедно с камбанарията в 2013 година.